# Lied für NRW
Lied für NRW oder Hier an Rhein und Ruhr und in Westfalen ist seit den Feierlichkeiten zum 60. Geburtstag von Nordrhein-Westfalen eine inoffizielle Landeshymne. Anders als von den lokalen „Hymnen“ des Bergischen Landes (Bergisches Heimatlied), von Lippe-Detmold (Lippe-Detmold, eine wunderschöne Stadt), Köln (Heimweh nach Köln), Ostwestfalen-Lippe (Weser(bogen)lied), des Sauerlandes und von Westfalen (Westfalenlied), sollen sich mit diesem Lied alle Bewohner „an Rhein und Ruhr und in Westfalen, an Sieg und Ems, im Lipperland“ (wie es im Text des Liedes heißt) identifizieren können.

## Geschichte
Das Lied ist ein Geschenk des Westdeutschen Rundfunks Köln an das Land Nordrhein-Westfalen zum 60. Geburtstag. Es erlebte am 23. August 2006, dem offiziellen Landesgeburtstag, seine Uraufführung und hatte auf dem Bürgerfest in der Landeshauptstadt Düsseldorf am 27. August 2006 seinen ersten großen Auftritt. Unter der Leitung des Dirigenten Dietmar Mensinger und der Begleitung der Bläck Fööss sowie des Landesblasorchesters wurde es von zahlreichen Chören und anderen Festgästen gesungen.

## Urheberrecht
Der Text stammt von Hans Knipp und den Bläck Fööss, die Musik von Dietmar Mensinger, Hanno Beckers und ebenfalls den Bläck Fööss. Veröffentlichung durch den Bläck-Fööss Verlag.

## Text
Unser Land lag verbrannt in den Wunden,
die der Krieg geschlagen.
Doch mit Herz und Verstand
nahmst du dein Schicksal selber in die Hand.
Erschaffen aus Ruinen,
als man die Hoffnung endlich wiederfand.
Hier an Rhein und Ruhr und in Westfalen;
Alaaf, Helau, Glückauf für unser Land!
Refrain:
Hier an Rhein und Ruhr und in Westfalen,
an Sieg und Ems,
im Lipperland,
hier an Rhein und Ruhr und in Westfalen,
schlägt unser Herz, lebt unser Land!
(schlägt unser Herz, lebt unser Land!)
Neue Heimat, neues Glück,
viele haben’s hier bei dir gefund’n.
Bauten auf die Zukunft Stück für Stück,
und warf es sie auch schon manchesmal zurück.
Auf dem bunten Marktplatz der Kulturen,
da ist das Leben, da hat jeder seinen Stand.
Hier an Rhein und Ruhr und in Westfalen;
Kölsch, Alt und Pils, wir steh’n hier Hand in Hand!
Hier an Rhein und Ruhr und in Westfalen,
an Sieg und Ems,
im Lipperland,
hier an Rhein und Ruhr und in Westfalen,
schlägt unser Herz, lebt unser Land!
(schlägt unser Herz, lebt unser Land!)
Hier an Rhein und Ruhr und in Westfalen,
an Sieg und Ems,
im Lipperland,
hier an Rhein und Ruhr und in Westfalen,
schlägt unser Herz, lebt unser Land!
(schlägt unser Herz, lebt unser Land!)
(schlägt unser Herz, lebt unser Land!)
Der Westdeutsche Rundfunk Köln, der selbst im Jahr 2006 seinen 50. Geburtstag feierte, wollte mit diesem Lied zeigen, dass Nordrhein-Westfalen längst nicht mehr das ungeliebte „Bindestrichland“ sei, sondern Heimat für seine Bewohner. So äußerte sich der WDR-Intendant Fritz Pleitgen.